# Brujerías (álbum)
Brujerías es el segundo disco del grupo mexicano Víctimas del Dr. Cerebro grabado y editado en 1995. La producción del álbum corrió a cargo de Jorge "Chiquis" Amaro.

## Lista de canciones
1. Brujerías
2. Celos
3. Noche Lluviosa
4. La Diabla
5. Nahual
6. Muñeca
7. Las cosas
8. Paquito
9. Ya tus amigos
10. Niño cara de ojo
11. Marcianos
12. Me la voy a rifar
13. La Marcha de Zacatecas (bonus track)

## Comentarios
Jose Fors, vocalista de CUCA, canta en "Paquito". Jay de la Cueva se encarga de la batería. Contiene un tema escondido al terminar el disco, es "La marcha de Zacatecas", en una versión un tanto industrial.
Jay de la Cueva se encargó de la composición y ejecución del piano en el tema “Me la voy a rifar”.
- Datos: Q5734433